# Гудлевскис, Кристерс
Кристерс Гудлевскис (латыш. Kristers Gudļevskis; род. 31 июля 1992, Айзкраукле) — латвийский хоккеист, вратарь шведского клуба «МоДо». Игрок сборной Латвии, бронзовый призёр чемпионата мира 2023 года (на лёд не выходил), участних Олимпийских игр 2014 и 2022 годов. C сезона 2023/24 будет выступать за «Фиштаун Пингвинз» в Немецкой хоккейной лиге.

## Достижения

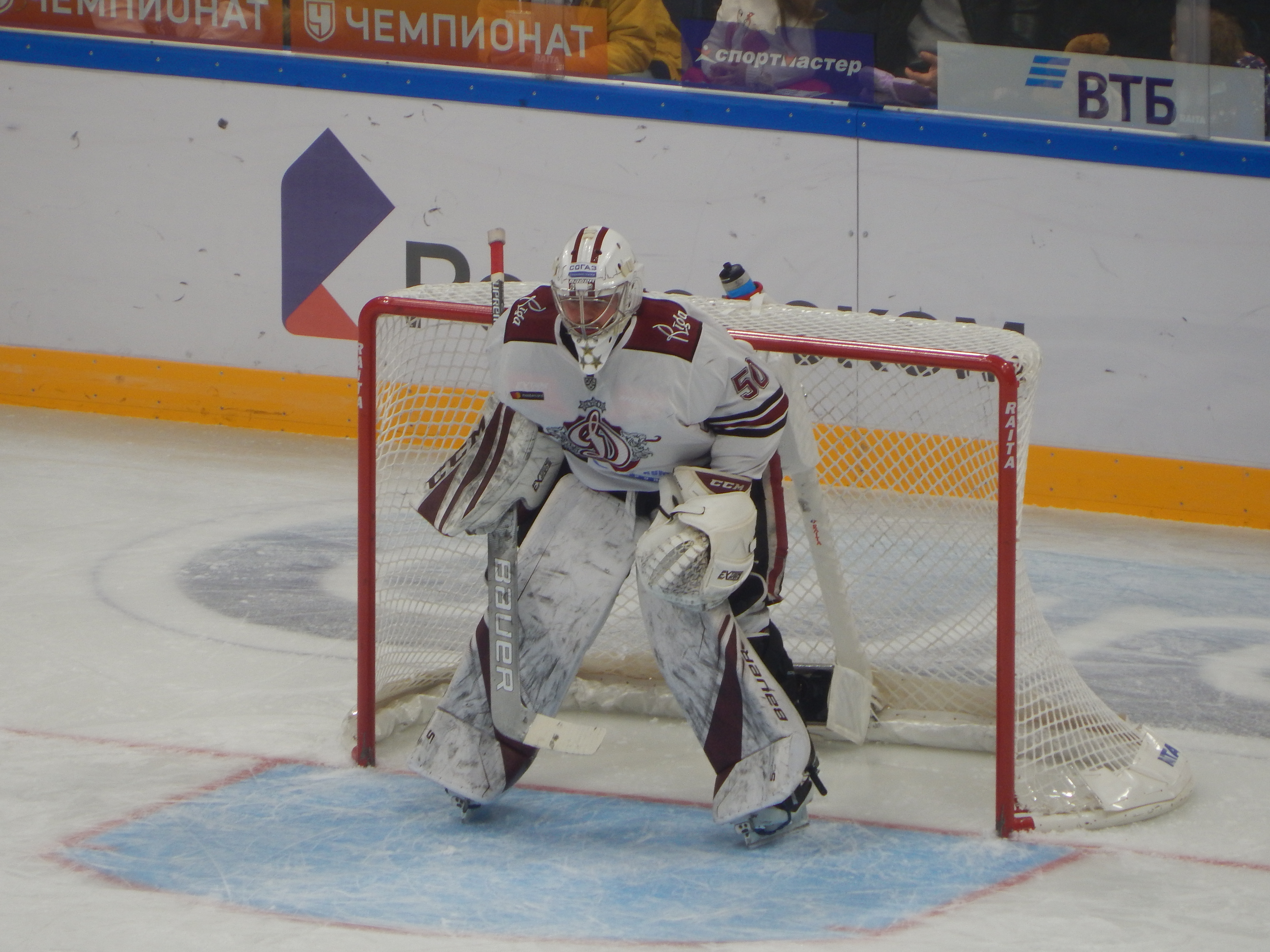
Кристерс Гудлевскис в январе 2019 года

- Обладатель Кубка Надежды 2013 года в составе «Динамо Рига».
- Участник Кубка Вызова МХЛ 2011
- Чемпион Шведской "HockeyAllsvenskan" хоккейной лиги (2 дивизион) 2023
- Бронзовый призёр Латвийской сборной Чемпионат мира по хоккею с шайбой 2023
- Вицечемпион Немецкая хоккейная лига 2024